# Czerwin (gemeente)
De gemeente Czerwin is een landgemeente in het Poolse woiwodschap Mazovië, in powiat Ostrołęcki.
De zetel van de gemeente is in Czerwin.
Op 30 juni 2004 telde de gemeente 5342 inwoners.

## Oppervlakte gegevens
In 2002 bedroeg de totale oppervlakte van gemeente Czerwin 171,13 km², waarvan:
- agrarisch gebied: 77%
- bossen: 15%

De gemeente beslaat 8,15% van de totale oppervlakte van de powiat.

## Demografie
Stand op 30 juni 2004:
| Omschrijving                   | Totaal | Totaal | Vrouwen | Vrouwen | Mannen | Mannen |
| ------------------------------ | ------ | ------ | ------- | ------- | ------ | ------ |
| eenheid                        | aantal | %      | aantal  | %       | aantal | %      |
| inwoners                       | 5342   | 100    | 2677    | 50,1    | 2665   | 49,9   |
| bevolkingsdichtheid (inw./km²) | 31,2   | 31,2   | 15,6    | 15,6    | 15,6   | 15,6   |

In 2002 bedroeg het gemiddelde inkomen per inwoner 1871,95 zł.

## Administratieve plaatsen (sołectwo)
Andrzejki-Tyszki, Bobin, Borek, Buczyn, Choromany-Witnice, Chruśnice, Czerwin, Damiany, Dąbek, Nowe Dobki, Wólka Czerwińska, Stare Dobki, Dzwonek, Filochy, Gocły, Grodzisk Duży, Grodzisk-Wieś, Gumki, Janki Młode, Jarnuty, Księżopole, Łady-Mans, Laski Szlacheckie, Laski Włościańskie, Nowe Malinowo, Stare Malinowo, Piotrowo, Piski, Pomian, Seroczyn, Skarżyn, Sokołowo, Stylągi, Suchcice, Tomasze, Tyszki-Ciągaczki, Tyszki-Gostery, Tyszki-Nadbory, Wiśniewo, Wiśniówek, Wojsze, Wólka Seroczyńska, Załuski, Zaorze, Żochy.

## Aangrenzende gemeenten
Goworowo, Ostrów Mazowiecka, Rzekuń, Stary Lubotyń, Śniadowo, Troszyn, Wąsewo